# Copa América 2011/Spiele
Dieser Artikel umfasst die Spiele der Copa América 2011 mit allen statistischen Details. Die Kader der 10 beteiligten südamerikanischen Mannschaften finden sich unter Copa América 2011/Kader. Alle Spiele fanden zur Ortszeit UTC−3 statt, was fünf Stunden früher als die Mitteleuropäischen Sommerzeit ist.

## Gruppenphase

### Gruppe A
| Pl. | Land        | Sp. | S | U | N | Tore    | Diff. | Punkte |
| --- | ----------- | --- | - | - | - | ------- | ----- | ------ |
| 1.  | Kolumbien   | 3   | 2 | 1 | 0 | 003:000 | +3    | 07     |
| 2.  | Argentinien | 3   | 1 | 2 | 0 | 004:100 | +3    | 05     |
| 3.  | Costa Rica  | 3   | 1 | 0 | 2 | 002:400 | −2    | 03     |
| 4.  | Bolivien    | 3   | 0 | 1 | 2 | 001:500 | −4    | 01     |

#### Argentinien – Bolivien 1:1 (0:0)
| Argentinien                                                        | Argentinien | Bolivien | Bolivien | Aufstellung                            |
| ------------------------------------------------------------------ | --- | --- | -------- | -------------------------------------- |
| Argentinien                                                        | \| 1. Juli 2011 um 21:45 Uhr in La Plata (Estadio Ciudad de La Plata) \| \| Zuschauer: 52.700 \| \| Schiedsrichter: Roberto Silvera ( Uruguay) \| | \| 1. Juli 2011 um 21:45 Uhr in La Plata (Estadio Ciudad de La Plata) \| \| Zuschauer: 52.700 \| \| Schiedsrichter: Roberto Silvera ( Uruguay) \| | Bolivien | Aufstellung Argentinien gegen Bolivien |
| Argentinien                                                        | Sergio Romero – Javier Zanetti, Nicolás Burdisso, Gabriel Milito, Marcos Rojo – Esteban Cambiasso (46. Ángel Di María), Javier Mascherano , Éver Banega – Carlos Tévez, Lionel Messi, Ezequiel Lavezzi (71. Sergio Agüero) Cheftrainer: Sergio Batista | Carlos Arias – Luiz Gutierrez, Lorgio Álvarez, Ronald Rivero, Ronald Raldes – Wálter Flores, Joselito Vaca (64. José Chávez), Jaime Robles, Jhasmani Campos (81. Juan Carlos Arce) – Edvaldo Bolívia (90. Rudy Cardozo), Marcelo Moreno Cheftrainer: Gustavo Quinteros ( Bolivien / Argentinien) | Bolivien | Aufstellung Argentinien gegen Bolivien |
| Argentinien                                                        | 1:1 Sergio Agüero (76.) | 0:1 Edvaldo Bolívia (48.) | Bolivien | Aufstellung Argentinien gegen Bolivien |
| Argentinien                                                        | Carlos Tévez (38.), Ezequiel Lavezzi (55.) | Wálter Flores (35.), Luiz Gutierrez (39.), José Chávez (76.), Ronaldo Rivero (87.) | Bolivien | Aufstellung Argentinien gegen Bolivien |
| Argentinien                                                        | Spieler des Spiels: Lionel Messi (Argentinien) | | Bolivien | Aufstellung Argentinien gegen Bolivien |
| 1. Juli 2011 um 21:45 Uhr in La Plata (Estadio Ciudad de La Plata) | | |          |                                        |
| Zuschauer: 52.700                                                  | | |          |                                        |
| Schiedsrichter: Roberto Silvera ( Uruguay)                         | | |          |                                        |

#### Kolumbien – Costa Rica 1:0 (1:0)
| Kolumbien                                                                 | Kolumbien | Costa Rica | Costa Rica | Aufstellung                            |
| ------------------------------------------------------------------------- | --- | --- | ---------- | -------------------------------------- |
| Kolumbien                                                                 | \| 2. Juli 2011 um 15:30 Uhr in San Salvador de Jujuy (Estadio 23 de Agosto) \| \| Zuschauer: 23.500 \| \| Schiedsrichter: Enrique Osses ( Chile) \|                                                                                                 | \| 2. Juli 2011 um 15:30 Uhr in San Salvador de Jujuy (Estadio 23 de Agosto) \| \| Zuschauer: 23.500 \| \| Schiedsrichter: Enrique Osses ( Chile) \| | Costa Rica | Aufstellung Kolumbien gegen Costa Rica |
| Kolumbien                                                                 | Neco Martínez – Mario Yepes , Luis Perea, Juan Zúñiga, Gustavo Bolívar – Pablo Armero, Abel Aguilar (34. Hugo Rodallega), Fredy Guarín, Falcao (77. Elkin Soto) – Dayro Moreno (70. Teófilo Gutiérrez), Adrián Ramos Cheftrainer: Hernán Darío Gómez | Leonel Moreira – Francisco Calvo, Jhonny Acosta , José Salvatierra, Heiner Mora – Diego Madrigal (72. Josué Martínez), Óscar Duarte, Pedro Leal, David Guzmán (74. José Cubero) – Randall Brenes, Joel Campbell (46. César Elizondo) Cheftrainer: Ricardo La Volpe ( Argentinien) | Costa Rica | Aufstellung Kolumbien gegen Costa Rica |
| Kolumbien                                                                 | 1:0 Adrián Ramos (45.) | | Costa Rica | Aufstellung Kolumbien gegen Costa Rica |
| Kolumbien                                                                 | Fredy Guarín (54.), Juan Zúñiga (55.) | Diego Madrigal (15.), David Guzmán (21.), Francisco Calvo (24.) | Costa Rica | Aufstellung Kolumbien gegen Costa Rica |
| Kolumbien                                                                 | Randall Brenes (28.) | | Costa Rica | Aufstellung Kolumbien gegen Costa Rica |
| Kolumbien                                                                 | Spieler des Spiels: Adrián Ramos (Kolumbien) | | Costa Rica | Aufstellung Kolumbien gegen Costa Rica |
| 2. Juli 2011 um 15:30 Uhr in San Salvador de Jujuy (Estadio 23 de Agosto) | | |            |                                        |
| Zuschauer: 23.500                                                         | | |            |                                        |
| Schiedsrichter: Enrique Osses ( Chile)                                    | | |            |                                        |

#### Argentinien – Kolumbien 0:0
| Argentinien                                                                        | Argentinien | Kolumbien | Kolumbien | Aufstellung                             |
| ---------------------------------------------------------------------------------- | --- | --- | --------- | --------------------------------------- |
| Argentinien                                                                        | \| 6. Juli 2011 um 21:45 Uhr in Santa Fe (Estadio Brigadier General Estanislao López) \| \| Zuschauer: 47.000 \| \| Schiedsrichter: Sálvio Fagundes ( Brasilien) \| | \| 6. Juli 2011 um 21:45 Uhr in Santa Fe (Estadio Brigadier General Estanislao López) \| \| Zuschauer: 47.000 \| \| Schiedsrichter: Sálvio Fagundes ( Brasilien) \|                                                                                     | Kolumbien | Aufstellung Argentinien gegen Kolumbien |
| Argentinien                                                                        | Sergio Romero – Nicolás Burdisso, Gabriel Milito, Javier Zanetti, Pablo Zabaleta – Esteban Cambiasso (60. Fernando Gago), Javier Mascherano , Éver Banega (72. Gonzalo Higuaín), Lionel Messi – Carlos Tévez, Ezequiel Lavezzi (61. Sergio Agüero) Cheftrainer: Sergio Batista | Neco Martínez – Mario Yepes , Luis Perea, Juan Zúñiga, Carlos Sánchez – Pablo Armero, Abel Aguilar, Fredy Guarín, Falcao (87. Teófilo Gutiérrez) – Dayro Moreno (90. Aquivaldo Mosquera), Adrián Ramos (88. Elkin Soto) Cheftrainer: Hernán Darío Gómez | Kolumbien | Aufstellung Argentinien gegen Kolumbien |
| Argentinien                                                                        | Fernando Gago (90.) | Abel Aguilar (6.), Dayro Moreno (90.) | Kolumbien | Aufstellung Argentinien gegen Kolumbien |
| Argentinien                                                                        | Spieler des Spiels: Sergio Romero (Argentinien) | | Kolumbien | Aufstellung Argentinien gegen Kolumbien |
| 6. Juli 2011 um 21:45 Uhr in Santa Fe (Estadio Brigadier General Estanislao López) | | |           |                                         |
| Zuschauer: 47.000                                                                  | | |           |                                         |
| Schiedsrichter: Sálvio Fagundes ( Brasilien)                                       | | |           |                                         |

#### Bolivien – Costa Rica 0:2 (0:0)
| Bolivien                                                                  | Bolivien | Costa Rica | Costa Rica | Aufstellung                           |
| ------------------------------------------------------------------------- | --- | --- | ---------- | ------------------------------------- |
| Bolivien                                                                  | \| 7. Juli 2011 um 19:15 Uhr in San Salvador de Jujuy (Estadio 23 de Agosto) \| \| Zuschauer: 23.000 \| \| Schiedsrichter: Carlos Vera ( Ecuador) \| | \| 7. Juli 2011 um 19:15 Uhr in San Salvador de Jujuy (Estadio 23 de Agosto) \| \| Zuschauer: 23.000 \| \| Schiedsrichter: Carlos Vera ( Ecuador) \| | Costa Rica | Aufstellung Bolivien gegen Costa Rica |
| Bolivien                                                                  | Carlos Arias – Luiz Gutierrez, Lorgio Álvarez, Ronald Rivero, Ronald Raldes – Wálter Flores, Jaime Robles, (66. José Chávez), Jhasmani Campos (78. Ronald Carcía), Edvaldo Bolívia – Marcelo Moreno, Juan Carlos Arce Cheftrainer: Gustavo Quinteros ( Bolivien / Argentinien) | Leonel Moreira – Francisco Calvo, Jhonny Acosta , José Salvatierra, Heiner Mora (82. José Cubero) – Diego Madrigal (46. Allen Guevara), Óscar Duarte, Pedro Leal, David Guzmán – Joel Campbell, Josué Martínez (80. César Elizondo) Cheftrainer: Ricardo La Volpe ( Argentinien) | Costa Rica | Aufstellung Bolivien gegen Costa Rica |
| Bolivien                                                                  | 0:1 Josué Martínez (60.) 0:2 Joel Campbell (78.) | | Costa Rica | Aufstellung Bolivien gegen Costa Rica |
| Bolivien                                                                  | Lorgio Álvarez (35.), Marcelo Moreno (58.), Ronald Rivero (65.), Jhasmani Campos (75.), Luiz Gutierrez (87.) | David Guzmán (30.), Óscar Duarte (48.), José Salvatierra (83.) | Costa Rica | Aufstellung Bolivien gegen Costa Rica |
| Bolivien                                                                  | Ronald Rivero (70.) | | Costa Rica | Aufstellung Bolivien gegen Costa Rica |
| Bolivien                                                                  | Wálter Flores (77.) | | Costa Rica | Aufstellung Bolivien gegen Costa Rica |
| Bolivien                                                                  | Spieler des Spiels: Joel Campbell (Costa Rica) | | Costa Rica | Aufstellung Bolivien gegen Costa Rica |
| 7. Juli 2011 um 19:15 Uhr in San Salvador de Jujuy (Estadio 23 de Agosto) | | |            |                                       |
| Zuschauer: 23.000                                                         | | |            |                                       |
| Schiedsrichter: Carlos Vera ( Ecuador)                                    | | |            |                                       |

#### Kolumbien – Bolivien 2:0 (2:0)
| Kolumbien                                                                           | Kolumbien | Bolivien | Bolivien | Aufstellung                          |
| ----------------------------------------------------------------------------------- | --- | --- | -------- | ------------------------------------ |
| Kolumbien                                                                           | \| 10. Juli 2011 um 16:00 Uhr in Santa Fe (Estadio Brigadier General Estanislao López) \| \| Zuschauer: 12.000 \| \| Schiedsrichter: Francisco Chacón ( Mexiko) \|                                                                               | \| 10. Juli 2011 um 16:00 Uhr in Santa Fe (Estadio Brigadier General Estanislao López) \| \| Zuschauer: 12.000 \| \| Schiedsrichter: Francisco Chacón ( Mexiko) \| | Bolivien | Aufstellung Kolumbien gegen Bolivien |
| Kolumbien                                                                           | Neco Martínez – Mario Yepes , Luis Perea, Juan Zúñiga, Carlos Sánchez – Pablo Armero, Abel Aguilar, Fredy Guarín (51. Juan Cuadrado), Falcao – Dayro Moreno (46. Hugo Rodallega), Adrián Ramos (79. Elkin Soto), Cheftrainer: Hernán Darío Gómez | Carlos Arias – Lorgio Álvarez, Santos Amador, Christian Vargas, Ronald Raldes – Ronald Carcía, Jaime Robles, Jhasmani Campos, Edvaldo Bolívia (46. Joselito Vaca) – Marcelo Moreno (61. Alcides Peña), Juan Arce (71. Ricardo Pedriel Suárez) Cheftrainer: Gustavo Quinteros ( Bolivien / Argentinien) | Bolivien | Aufstellung Kolumbien gegen Bolivien |
| Kolumbien                                                                           | 1:0 Falcao (15., Elfm.) 2:0 Falcao (29.) | | Bolivien | Aufstellung Kolumbien gegen Bolivien |
| Kolumbien                                                                           | Jhasmani Campos (34.) | | Bolivien | Aufstellung Kolumbien gegen Bolivien |
| Kolumbien                                                                           | Spieler des Spiels: Falcao (Kolumbien) | | Bolivien | Aufstellung Kolumbien gegen Bolivien |
| 10. Juli 2011 um 16:00 Uhr in Santa Fe (Estadio Brigadier General Estanislao López) | | |          |                                      |
| Zuschauer: 12.000                                                                   | | |          |                                      |
| Schiedsrichter: Francisco Chacón ( Mexiko)                                          | | |          |                                      |

#### Argentinien – Costa Rica 3:0 (1:0)
| Argentinien                                                          | Argentinien | Costa Rica | Costa Rica | Aufstellung                              |
| -------------------------------------------------------------------- | --- | --- | ---------- | ---------------------------------------- |
| Argentinien                                                          | \| 11. Juli 2011 um 21:45 Uhr in Córdoba (Estadio Mario Alberto Kempes) \| \| Zuschauer: 57.000 \| \| Schiedsrichter: Víctor Rivera ( Peru) \| | \| 11. Juli 2011 um 21:45 Uhr in Córdoba (Estadio Mario Alberto Kempes) \| \| Zuschauer: 57.000 \| \| Schiedsrichter: Víctor Rivera ( Peru) \| | Costa Rica | Aufstellung Argentinien gegen Costa Rica |
| Argentinien                                                          | Sergio Romero – Nicolás Burdisso, Gabriel Milito, Javier Zanetti, Pablo Zabaleta – Ángel Di María (79. Lucas Biglia), Javier Mascherano , Fernando Gago, Gonzalo Higuaín (79. Javier Pastore) – Lionel Messi, Sergio Agüero (85. Ezequiel Lavezzi) Cheftrainer: Sergio Batista | Leonel Moreira – Francisco Calvo (46. Diego Madrigal), Jhonny Acosta , José Salvatierra, Heiner Mora – Óscar Duarte, Pedro Leal, José Cubero, Joel Campbell – Josué Martínez (46. Randall Brenes), César Elizondo (56. Luis Valle) Cheftrainer: Ricardo La Volpe ( Argentinien) | Costa Rica | Aufstellung Argentinien gegen Costa Rica |
| Argentinien                                                          | 1:0 Sergio Agüero (45.) 2:0 Sergio Agüero (53.) 3:0 Ángel Di María (64.) | | Costa Rica | Aufstellung Argentinien gegen Costa Rica |
| Argentinien                                                          | Gabriel Milito (21.), Javier Zanetti (38.), Lucas Biglia (90.), Ezequiel Lavezzi (90.) | Francisco Calvo (45.), Óscar Duarte (48.) | Costa Rica | Aufstellung Argentinien gegen Costa Rica |
| Argentinien                                                          | Spieler des Spiels: Lionel Messi (Argentinien) | | Costa Rica | Aufstellung Argentinien gegen Costa Rica |
| 11. Juli 2011 um 21:45 Uhr in Córdoba (Estadio Mario Alberto Kempes) | | |            |                                          |
| Zuschauer: 57.000                                                    | | |            |                                          |
| Schiedsrichter: Víctor Rivera ( Peru)                                | | |            |                                          |

### Gruppe B
| Pl. | Land      | Sp. | S | U | N | Tore    | Diff. | Punkte |
| --- | --------- | --- | - | - | - | ------- | ----- | ------ |
| 1.  | Brasilien | 3   | 1 | 2 | 0 | 006:400 | +2    | 05     |
| 2.  | Venezuela | 3   | 1 | 2 | 0 | 004:300 | +1    | 05     |
| 3.  | Paraguay  | 3   | 0 | 3 | 0 | 005:500 | ±0    | 03     |
| 4.  | Ecuador   | 3   | 0 | 1 | 2 | 002:500 | −3    | 01     |

#### Brasilien – Venezuela 0:0
| Brasilien                                                          | Brasilien | Venezuela | Venezuela | Aufstellung                           |
| ------------------------------------------------------------------ | --- | --- | --------- | ------------------------------------- |
| Brasilien                                                          | \| 3. Juli 2011 um 16:00 Uhr in La Plata (Estadio Ciudad de La Plata) \| \| Zuschauer: 35.000 \| \| Schiedsrichter: Raúl Orosco ( Bolivien) \|                                            | \| 3. Juli 2011 um 16:00 Uhr in La Plata (Estadio Ciudad de La Plata) \| \| Zuschauer: 35.000 \| \| Schiedsrichter: Raúl Orosco ( Bolivien) \| | Venezuela | Aufstellung Brasilien gegen Venezuela |
| Brasilien                                                          | Júlio César – Dani Alves, Lúcio , Thiago Silva, André Santos – Lucas Leiva, Ramires (75. Elano), Ganso, Robinho (64. Fred) – Alexandre Pato (75. Lucas), Neymar Cheftrainer: Mano Menezes | Reny Vega – Oswaldo Vizcarrondo, Gabriel Cichero, Roberto Rosales, Tomás Rincón – César Eduardo González (86. Giácomo Di Giorgi), Franklin Lucena, Juan Arango , Greddy Perozo – Miku (78. Giancarlo Maldonado), Salomón Rondón (64. Alejandro Moreno) Cheftrainer: César Farías | Venezuela | Aufstellung Brasilien gegen Venezuela |
| Brasilien                                                          | Thiago Silva (37.) | José Rondón (61.), César Eduardo González (63.), Alejandro Moreno (90.) | Venezuela | Aufstellung Brasilien gegen Venezuela |
| Brasilien                                                          | Spieler des Spiels: Neymar (Brasilien) | | Venezuela | Aufstellung Brasilien gegen Venezuela |
| 3. Juli 2011 um 16:00 Uhr in La Plata (Estadio Ciudad de La Plata) | | |           |                                       |
| Zuschauer: 35.000                                                  | | |           |                                       |
| Schiedsrichter: Raúl Orosco ( Bolivien)                            | | |           |                                       |

#### Paraguay – Ecuador 0:0
| Paraguay                                                      | Paraguay | Ecuador | Ecuador | Aufstellung                        |
| ------------------------------------------------------------- | --- | --- | ------- | ---------------------------------- |
| Paraguay                                                      | \| 3. Juli 2011 um 18:30 Uhr in Santa Fe (Estadio General López) \| \| Zuschauer: 20.000 \| \| Schiedsrichter: Sergio Pezzotta ( Argentinien) \| | \| 3. Juli 2011 um 18:30 Uhr in Santa Fe (Estadio General López) \| \| Zuschauer: 20.000 \| \| Schiedsrichter: Sergio Pezzotta ( Argentinien) \| | Ecuador | Aufstellung Paraguay gegen Ecuador |
| Paraguay                                                      | Justo Villar – Darío Verón, Iván Piris, Paulo da Silva, Édgar Barreto (38. Enrique Vera) – Cristian Riveros, Aureliano Torres, Néstor Ortigoza, Marcelo Estigarribia – Roque Santa Cruz (84. Pablo Zeballos), Lucas Barrios (74. Nelson Valdez) Cheftrainer: Gerardo Martino ( Argentinien) | Marcelo Elizaga – Frickson Erazo, Neicer Reasco, Norberto Araujo, Christian Noboa – Edison Méndez (82. David Quiroz), Walter Ayoví , Segundo Castillo, Luis Valencia (46. Michael Arroyo) – Felipe Caicedo, Christian Benítez Cheftrainer: Reinaldo Rueda ( Kolumbien) | Ecuador | Aufstellung Paraguay gegen Ecuador |
| Paraguay                                                      | Iván Piris (51.), Pablo Zeballos (90.) | | Ecuador | Aufstellung Paraguay gegen Ecuador |
| Paraguay                                                      | Spieler des Spiels: Marcelo Elizaga (Ecuador) | | Ecuador | Aufstellung Paraguay gegen Ecuador |
| 3. Juli 2011 um 18:30 Uhr in Santa Fe (Estadio General López) | | |         |                                    |
| Zuschauer: 20.000                                             | | |         |                                    |
| Schiedsrichter: Sergio Pezzotta ( Argentinien)                | | |         |                                    |

#### Brasilien – Paraguay 2:2 (1:0)
| Brasilien                                                           | Brasilien | Paraguay | Paraguay | Aufstellung                          |
| ------------------------------------------------------------------- | --- | --- | -------- | ------------------------------------ |
| Brasilien                                                           | \| 9. Juli 2011 um 16:00 Uhr in Córdoba (Estadio Mario Alberto Kempes) \| \| Zuschauer: 57.000 \| \| Schiedsrichter: Wilmar Roldán ( Kolumbien) \|                                       | \| 9. Juli 2011 um 16:00 Uhr in Córdoba (Estadio Mario Alberto Kempes) \| \| Zuschauer: 57.000 \| \| Schiedsrichter: Wilmar Roldán ( Kolumbien) \| | Paraguay | Aufstellung Brasilien gegen Paraguay |
| Brasilien                                                           | Júlio César – Dani Alves, Lúcio , Thiago Silva, André Santos – Lucas Leiva, Ramires (70. Lucas), Ganso, Jádson (46. Elano) – Alexandre Pato, Neymar (82. Fred) Cheftrainer: Mano Menezes | Justo Villar – Darío Verón, Antolín Alcaraz, Paulo da Silva, Enrique Vera – Cristian Riveros (68. Víctor Cáceres), Aureliano Torres, Néstor Ortigoza, Marcelo Estigarribia (79. Osvaldo Martínez) – Roque Santa Cruz, Lucas Barrios (57. Nelson Valdez) Cheftrainer: Gerardo Martino ( Argentinien) | Paraguay | Aufstellung Brasilien gegen Paraguay |
| Brasilien                                                           | 1:0 Jádson (39.) 2:2 Fred (90.) | 1:1 Roque Santa Cruz (55.) 1:2 Nelson Valdez (67.) | Paraguay | Aufstellung Brasilien gegen Paraguay |
| Brasilien                                                           | Jádson (33.), Alexandre Pato (52.), Lucas Leiva (59.), Daniel Alves (90.) | Lucas Barrios (44.), Víctor Cáceres (86.) | Paraguay | Aufstellung Brasilien gegen Paraguay |
| Brasilien                                                           | Spieler des Spiels: Roque Santa Cruz (Paraguay) | | Paraguay | Aufstellung Brasilien gegen Paraguay |
| 9. Juli 2011 um 16:00 Uhr in Córdoba (Estadio Mario Alberto Kempes) | | |          |                                      |
| Zuschauer: 57.000                                                   | | |          |                                      |
| Schiedsrichter: Wilmar Roldán ( Kolumbien)                          | | |          |                                      |

#### Venezuela – Ecuador 1:0 (0:0)
| Venezuela                                                             | Venezuela | Ecuador | Ecuador | Aufstellung                         |
| --------------------------------------------------------------------- | --- | --- | ------- | ----------------------------------- |
| Venezuela                                                             | \| 9. Juli 2011 um 18:30 Uhr in Salta (Estadio Padre Ernesto Martearena) \| \| Zuschauer: 12.000 \| \| Schiedsrichter: Wálter Quesada ( Costa Rica) \| | \| 9. Juli 2011 um 18:30 Uhr in Salta (Estadio Padre Ernesto Martearena) \| \| Zuschauer: 12.000 \| \| Schiedsrichter: Wálter Quesada ( Costa Rica) \| | Ecuador | Aufstellung Venezuela gegen Ecuador |
| Venezuela                                                             | Reny Vega – Oswaldo Vizcarrondo, Gabriel Cichero, Roberto Rosales, Tomás Rincón – César Eduardo González (65. Jesús Meza), Franklin Lucena, Juan Arango , Greddy Perozo – Miku (75. Salomón Rondón), Giancarlo Maldonado (81. Giácomo Di Giorgi) Cheftrainer: César Farías | Marcelo Elizaga – Frickson Erazo, Neicer Reasco, Norberto Araujo (71. Edson Montaño), Christian Noboa – Michael Arroyo, Edison Méndez, Walter Ayoví , Segundo Castillo (76. David Quiroz) – Felipe Caicedo, Christian Benítez Cheftrainer: Reinaldo Rueda ( Kolumbien) | Ecuador | Aufstellung Venezuela gegen Ecuador |
| Venezuela                                                             | 1:0 César Eduardo González (62.) | | Ecuador | Aufstellung Venezuela gegen Ecuador |
| Venezuela                                                             | Spieler des Spiels: César Eduardo González (Venezuela) | | Ecuador | Aufstellung Venezuela gegen Ecuador |
| 9. Juli 2011 um 18:30 Uhr in Salta (Estadio Padre Ernesto Martearena) | | |         |                                     |
| Zuschauer: 12.000                                                     | | |         |                                     |
| Schiedsrichter: Wálter Quesada ( Costa Rica)                          | | |         |                                     |

#### Paraguay – Venezuela 3:3 (1:1)
| Paraguay                                                               | Paraguay | Venezuela | Venezuela | Aufstellung                          |
| ---------------------------------------------------------------------- | --- | --- | --------- | ------------------------------------ |
| Paraguay                                                               | \| 13. Juli 2011 um 19:15 Uhr in Salta (Estadio Padre Ernesto Martearena) \| \| Zuschauer: 18.000 \| \| Schiedsrichter: Enrique Osses ( Chile) \| | \| 13. Juli 2011 um 19:15 Uhr in Salta (Estadio Padre Ernesto Martearena) \| \| Zuschauer: 18.000 \| \| Schiedsrichter: Enrique Osses ( Chile) \| | Venezuela | Aufstellung Paraguay gegen Venezuela |
| Paraguay                                                               | Justo Villar – Darío Verón, Antolín Alcaraz, Paulo da Silva, Enrique Vera (70. Jonathan Santana), – Cristian Riveros, Aureliano Torres, Néstor Ortigoza, Marcelo Estigarribia (85. Víctor Cáceres) – Roque Santa Cruz (43. Nelson Valdez), Lucas Barrios Cheftrainer: Gerardo Martino ( Argentinien) | Reny Vega – Oswaldo Vizcarrondo, Gabriel Cichero, Roberto Rosales, Alexander González (76. Giancarlo Maldonado) – Giácomo Di Giorgi, Tomás Rincón , Yohandry Orozco (68. Miku), Greddy Perozo – Daniel Arismendi (63. Juan Arango), Salomón Rondón Cheftrainer: César Farías | Venezuela | Aufstellung Paraguay gegen Venezuela |
| Paraguay                                                               | 1:1 Antolín Alcaraz (33.) 2:1 Lucas Barrios (64.) 3:1 Cristian Riveros (86.) | 0:1 José Rondón (5.) 3:2 Miku (90.) 3:3 Greddy Perozo (90.) | Venezuela | Aufstellung Paraguay gegen Venezuela |
| Paraguay                                                               | Nelson Valdez (75.), Jonathan Santana (80.) | Greddy Perozo (75.), Giancarlo Maldonado (78.) | Venezuela | Aufstellung Paraguay gegen Venezuela |
| Paraguay                                                               | Spieler des Spiels: Lucas Barrios (Paraguay) | | Venezuela | Aufstellung Paraguay gegen Venezuela |
| 13. Juli 2011 um 19:15 Uhr in Salta (Estadio Padre Ernesto Martearena) | | |           |                                      |
| Zuschauer: 18.000                                                      | | |           |                                      |
| Schiedsrichter: Enrique Osses ( Chile)                                 | | |           |                                      |

#### Brasilien – Ecuador 4:2 (1:1)
| Brasilien                                                            | Brasilien | Ecuador | Ecuador | Aufstellung                         |
| -------------------------------------------------------------------- | --- | --- | ------- | ----------------------------------- |
| Brasilien                                                            | \| 13. Juli 2011 um 21:45 Uhr in Córdoba (Estadio Mario Alberto Kempes) \| \| Zuschauer: 39.000 \| \| Schiedsrichter: Roberto Silvera ( Uruguay) \|                                   | \| 13. Juli 2011 um 21:45 Uhr in Córdoba (Estadio Mario Alberto Kempes) \| \| Zuschauer: 39.000 \| \| Schiedsrichter: Roberto Silvera ( Uruguay) \| | Ecuador | Aufstellung Brasilien gegen Ecuador |
| Brasilien                                                            | Júlio César – Lúcio , Thiago Silva, André Santos, Maicon – Lucas Leiva, Ramires, Ganso (77. Elias), Robinho – Alexandre Pato (85. Fred), Neymar (80. Lucas) Cheftrainer: Mano Menezes | Marcelo Elizaga – Frickson Erazo, Neicer Reasco (82. Gabriel Achilier), Norberto Araujo, Oswaldo Minda – Christian Noboa (90. Edson Montaño), Michael Arroyo, Edison Méndez (77. Narciso Mina), Walter Ayoví – Felipe Caicedo, Christian Benítez Cheftrainer: Reinaldo Rueda ( Kolumbien) | Ecuador | Aufstellung Brasilien gegen Ecuador |
| Brasilien                                                            | 1:0 Pato (28.) 2:1 Neymar (49.) 3:2 Pato (61.) 4:2 Neymar (72.) | 1:1 Felipe Caicedo (37.) 2:2 Felipe Caicedo (59.) | Ecuador | Aufstellung Brasilien gegen Ecuador |
| Brasilien                                                            | André Santos (71.) | Christian Noboa (34.), Oswaldo Minda (79.) | Ecuador | Aufstellung Brasilien gegen Ecuador |
| Brasilien                                                            | Spieler des Spiels: Alexandre Pato (Brasilien) | | Ecuador | Aufstellung Brasilien gegen Ecuador |
| 13. Juli 2011 um 21:45 Uhr in Córdoba (Estadio Mario Alberto Kempes) | | |         |                                     |
| Zuschauer: 39.000                                                    | | |         |                                     |
| Schiedsrichter: Roberto Silvera ( Uruguay)                           | | |         |                                     |

### Gruppe C
| Pl. | Land    | Sp. | S | U | N | Tore    | Diff. | Punkte |
| --- | ------- | --- | - | - | - | ------- | ----- | ------ |
| 1.  | Chile   | 3   | 2 | 1 | 0 | 004:200 | +2    | 07     |
| 2.  | Uruguay | 3   | 1 | 2 | 0 | 003:200 | +1    | 05     |
| 3.  | Peru    | 3   | 1 | 1 | 1 | 002:200 | ±0    | 04     |
| 4.  | Mexiko  | 3   | 0 | 0 | 3 | 001:400 | −3    | 0      |

#### Uruguay – Peru 1:1 (1:1)
| Uruguay                                                          | Uruguay | Peru | Peru | Aufstellung                    |
| ---------------------------------------------------------------- | --- | --- | ---- | ------------------------------ |
| Uruguay                                                          | \| 4. Juli 2011 um 19:15 Uhr in San Juan (Estadio del Bicentenario) \| \| Zuschauer: 25.000 \| \| Schiedsrichter: Wilmar Roldán ( Kolumbien) \| | \| 4. Juli 2011 um 19:15 Uhr in San Juan (Estadio del Bicentenario) \| \| Zuschauer: 25.000 \| \| Schiedsrichter: Wilmar Roldán ( Kolumbien) \| | Peru | Aufstellung Uruguay gegen Peru |
| Uruguay                                                          | Fernando Muslera – Diego Lugano , Mauricio Victorino, Maxi Pereira, Martín Cáceres – Nicolás Lodeiro (79. Cristian Rodríguez), Diego Pérez, Egidio Arévalo Ríos – Luis Suárez, Diego Forlán, Edinson Cavani (79. Abel Hernández) Cheftrainer: Óscar Tabárez | Raúl Fernández – Alberto Rodrígez, Santiago Acasiete, Walter Vílches , Renzo Revoredo – Adán Balbín, Michael Guevara (58. Carlos Labatón), Rinaldo Cruzado, Yoshimar Yotún (59. Juan Manuel Vargas) – Paolo Guerrero, Luis Advíncula (90. William Chiroque) Cheftrainer: Sergio Markarián ( Uruguay) | Peru | Aufstellung Uruguay gegen Peru |
| Uruguay                                                          | 1:1 Luis Suárez (45.) | 0:1 Paolo Guerrero (23.) | Peru | Aufstellung Uruguay gegen Peru |
| Uruguay                                                          | Martín Cáceres (82.) | Paolo Guerrero (26.), Santiago Acasiete (50.), Rinaldo Crusado (82.), Juan Manuel Vargas (84.) | Peru | Aufstellung Uruguay gegen Peru |
| Uruguay                                                          | Spieler des Spiels: Paolo Guerrero (Peru) | | Peru | Aufstellung Uruguay gegen Peru |
| 4. Juli 2011 um 19:15 Uhr in San Juan (Estadio del Bicentenario) | | |      |                                |
| Zuschauer: 25.000                                                | | |      |                                |
| Schiedsrichter: Wilmar Roldán ( Kolumbien)                       | | |      |                                |

#### Chile – Mexiko 2:1 (0:1)
| Chile                                                            | Chile | Mexiko | Mexiko | Aufstellung                    |
| ---------------------------------------------------------------- | --- | --- | ------ | ------------------------------ |
| Chile                                                            | \| 4. Juli 2011 um 21:45 Uhr in San Juan (Estadio del Bicentenario) \| \| Zuschauer: 25.000 \| \| Schiedsrichter: Juan Soto ( Venezuela) \| | \| 4. Juli 2011 um 21:45 Uhr in San Juan (Estadio del Bicentenario) \| \| Zuschauer: 25.000 \| \| Schiedsrichter: Juan Soto ( Venezuela) \| | Mexiko | Aufstellung Chile gegen Mexiko |
| Chile                                                            | Claudio Bravo – Waldo Ponce, Mauricio Isla, Pablo Contreras, Gonzalo Jara – Arturo Vidal, Matías Fernández (84. Carlos Carmona), Jean Beausejour (61. Esteban Paredes), Gary Medel – Alexis Sánchez, Humberto Suazo (90. Marco Estrada) Cheftrainer: Claudio Borghi ( Argentinien) | Luis Ernesto Michel – Dárvin Chávez, Néstor Araujo, Héctor Reynoso, Hiram Mier – Paul Aguilar, Diego Reyes, Javier Aquino (73. Oribe Peralta), Jorge Enríquez – Rafael Márquez (88. Édgar Pacheco), Giovani dos Santos Cheftrainer: Luis Fernando Tena | Mexiko | Aufstellung Chile gegen Mexiko |
| Chile                                                            | 1:1 Esteban Paredes (67.) 2:1 Arturo Vidal (73.) | 0:1 Néstor Araujo (41.) | Mexiko | Aufstellung Chile gegen Mexiko |
| Chile                                                            | Claudio Bravo (75.) | Javier Aquino (22.), Diego Reyes (25.), Paul Aguilar (68.), Édgar Pacheco (89.) | Mexiko | Aufstellung Chile gegen Mexiko |
| Chile                                                            | Spieler des Spiels: Alexis Sánchez (Chile) | | Mexiko | Aufstellung Chile gegen Mexiko |
| 4. Juli 2011 um 21:45 Uhr in San Juan (Estadio del Bicentenario) | | |        |                                |
| Zuschauer: 25.000                                                | | |        |                                |
| Schiedsrichter: Juan Soto ( Venezuela)                           | | |        |                                |

#### Uruguay – Chile 1:1 (0:0)
| Uruguay                                                            | Uruguay | Chile | Chile | Aufstellung                     |
| ------------------------------------------------------------------ | --- | --- | ----- | ------------------------------- |
| Uruguay                                                            | \| 8. Juli 2011 um 19:15 Uhr in Mendoza (Estadio Malvinas Argentinas) \| \| Zuschauer: 45.000 \| \| Schiedsrichter: Carlos Amarilla ( Paraguay) \| | \| 8. Juli 2011 um 19:15 Uhr in Mendoza (Estadio Malvinas Argentinas) \| \| Zuschauer: 45.000 \| \| Schiedsrichter: Carlos Amarilla ( Paraguay) \| | Chile | Aufstellung Uruguay gegen Chile |
| Uruguay                                                            | Fernando Muslera – Diego Lugano , Sebastián Coates, Maxi Pereira, Martín Cáceres – Álvaro Pereira (77. Nicolás Lodeiro), Diego Pérez, Egidio Arévalo Ríos (83. Sebastián Eguren) – Luis Suárez, Diego Forlán, Edinson Cavani (46. Álvaro González) Cheftrainer: Óscar Tabárez | Claudio Bravo – Waldo Ponce, Mauricio Isla, Pablo Contreras, Gonzalo Jara (60. Jorge Valdivia) – Arturo Vidal, Luis Jiménez, Jean Beausejour (73. Carlos Carmona), Gary Medel – Alexis Sánchez, Humberto Suazo (73. Esteban Paredes) Cheftrainer: Claudio Borghi ( Argentinien) | Chile | Aufstellung Uruguay gegen Chile |
| Uruguay                                                            | 1:0 Álvaro Pereira (52.) | 1:1 Alexis Sánchez (65.) | Chile | Aufstellung Uruguay gegen Chile |
| Uruguay                                                            | Álvaro Pereira (11.), Luis Suárez (36.), Martín Cáceres (48.), Alvaro González (80.), Sebastián Coates (86.) | Pablo Contreras (22.), Gonzalo Jara (36.), Alexis Sánchez (57.), Arturo Vidal (68.) | Chile | Aufstellung Uruguay gegen Chile |
| Uruguay                                                            | Spieler des Spiels: Alexis Sánchez (Chile) | | Chile | Aufstellung Uruguay gegen Chile |
| 8. Juli 2011 um 19:15 Uhr in Mendoza (Estadio Malvinas Argentinas) | | |       |                                 |
| Zuschauer: 45.000                                                  | | |       |                                 |
| Schiedsrichter: Carlos Amarilla ( Paraguay)                        | | |       |                                 |

#### Peru – Mexiko 1:0 (0:0)
| Peru                                                               | Peru | Mexiko | Mexiko | Aufstellung                   |
| ------------------------------------------------------------------ | --- | --- | ------ | ----------------------------- |
| Peru                                                               | \| 8. Juli 2011 um 21:45 Uhr in Mendoza (Estadio Malvinas Argentinas) \| \| Zuschauer: 10.000 \| \| Schiedsrichter: Seregio Pezzotta ( Argentinien) \| | \| 8. Juli 2011 um 21:45 Uhr in Mendoza (Estadio Malvinas Argentinas) \| \| Zuschauer: 10.000 \| \| Schiedsrichter: Seregio Pezzotta ( Argentinien) \| | Mexiko | Aufstellung Peru gegen Mexiko |
| Peru                                                               | Raúl Fernández – Alberto Rodrígez, Santiago Acasiete, Walter Vílchez, Juan Manuel Vargas – Adán Balbín, Rinaldo Cruzado (76. Michael Guevara), Carlos Lobatón (85. Josepmir Ballón), Giancarlo Carmona – Paolo Guerrero, Luis Advíncula (46. Yoshimar Yotún) Cheftrainer: Sergio Markarián ( Uruguay) | Luis Ernesto Michel – Paul Aguilar (46. Édgar Pacheco), Néstor Araujo, Héctor Reynoso, Hiram Mier, Diego Reyes – Dárvin Chávez (73. Miguel Ponce), Javier Aquino (85. Oribe Peralta), Jorge Enríquez – Rafael Márquez, Giovani dos Santos Cheftrainer: Luis Fernando Tena | Mexiko | Aufstellung Peru gegen Mexiko |
| Peru                                                               | 1:0 Paolo Guerrero (81.) | | Mexiko | Aufstellung Peru gegen Mexiko |
| Peru                                                               | Héctor Reynoso (56.), Hiram Mier (71.) | | Mexiko | Aufstellung Peru gegen Mexiko |
| Peru                                                               | Spieler des Spiels: Juan Manuel Vargas (Peru) | | Mexiko | Aufstellung Peru gegen Mexiko |
| 8. Juli 2011 um 21:45 Uhr in Mendoza (Estadio Malvinas Argentinas) | | |        |                               |
| Zuschauer: 10.000                                                  | | |        |                               |
| Schiedsrichter: Seregio Pezzotta ( Argentinien)                    | | |        |                               |

#### Chile – Peru 1:0 (0:0)
| Chile                                                               | Chile | Peru | Peru | Aufstellung                  |
| ------------------------------------------------------------------- | --- | --- | ---- | ---------------------------- |
| Chile                                                               | \| 12. Juli 2011 um 19:45 Uhr in Mendoza (Estadio Malvinas Argentinas) \| \| Zuschauer: 42.000 \| \| Schiedsrichter: Sálvio Fagundes ( Brasilien) \| | \| 12. Juli 2011 um 19:45 Uhr in Mendoza (Estadio Malvinas Argentinas) \| \| Zuschauer: 42.000 \| \| Schiedsrichter: Sálvio Fagundes ( Brasilien) \| | Peru | Aufstellung Chile gegen Peru |
| Chile                                                               | Miguel Pinto – Waldo Ponce, Gonzalo Jara, Francisco Silva (78. Gary Medel), Carlos Carmona – Luis Jiménez, Marco Estrada, Jean Beausejour, Humberto Suazo – Gonzalo Fierro (57. Jorge Valdivia), Esteban Paredes (57. Alexis Sánchez) Cheftrainer: Claudio Borghi ( Argentinien) | Salomón Libman – Santiago Acasiete (46. Walter Vílchez), Renzo Revoredo, Aldo Corzo, Christian Ramos – Josepmir Ballón, Michael Guevara (70. Carlos Labatón), Giancarlo Carmona, William Chiroque – Antonio Gonzáles (74. André Garillo), Raúl Ruidíaz Cheftrainer: Sergio Markarián ( Uruguay) | Peru | Aufstellung Chile gegen Peru |
| Chile                                                               | 1:0 André Garillo (90., Eigentor) | | Peru | Aufstellung Chile gegen Peru |
| Chile                                                               | Marco Estrada (88.), Jorge Valdivia (90.) | Aldo Corzo (12.), Renzo Revoredo (21.), Christian Ramos (60.), Salomón Libman (83.) | Peru | Aufstellung Chile gegen Peru |
| Chile                                                               | Jean Beausejour (66.) | Giancarlo Carmona (66.) | Peru | Aufstellung Chile gegen Peru |
| Chile                                                               | Spieler des Spiels: William Chiroque (Peru) | | Peru | Aufstellung Chile gegen Peru |
| 12. Juli 2011 um 19:45 Uhr in Mendoza (Estadio Malvinas Argentinas) | | |      |                              |
| Zuschauer: 42.000                                                   | | |      |                              |
| Schiedsrichter: Sálvio Fagundes ( Brasilien)                        | | |      |                              |

#### Uruguay – Mexiko 1:0 (1:0)
| Uruguay                                                             | Uruguay | Mexiko | Mexiko | Aufstellung                      |
| ------------------------------------------------------------------- | --- | --- | ------ | -------------------------------- |
| Uruguay                                                             | \| 12. Juli 2011 um 21:45 Uhr in La Plata (Estadio Ciudad de La Plata) \| \| Zuschauer: 36.000 \| \| Schiedsrichter: Raúl Orosco ( Bolivien) \| | \| 12. Juli 2011 um 21:45 Uhr in La Plata (Estadio Ciudad de La Plata) \| \| Zuschauer: 36.000 \| \| Schiedsrichter: Raúl Orosco ( Bolivien) \| | Mexiko | Aufstellung Uruguay gegen Mexiko |
| Uruguay                                                             | Fernando Muslera – Diego Lugano , Sebastián Coates, Maxi Pereira, Cristian Rodríguez (83. Sebastián Eguren) – Álvaro Pereira, Diego Pérez, Egidio Arévalo Ríos, Álvaro González (69. Nicolás Lodeiro) – Luis Suárez, Diego Forlán, (90. Sebastián Abreu) Cheftrainer: Óscar Tabárez | Luis Ernesto Michel – Dárvin Chávez, Néstor Araujo, Miguel Ponce (71. Édgar Pacheco), Héctor Reynoso – Hiram Mier, Paul Aguilar (46. Javier Aquino), Diego Reyes, Jorge Enríquez – Rafael Márquez, Giovani dos Santos (46. Oribe Peralta) Cheftrainer: Luis Fernando Tena | Mexiko | Aufstellung Uruguay gegen Mexiko |
| Uruguay                                                             | 1:0 Álvaro Peirera (15.) | | Mexiko | Aufstellung Uruguay gegen Mexiko |
| Uruguay                                                             | Sebastián Coates (90.) | Paul Aguilar (41.), Héctor Reynoso (55.), Hiram Mier (64.), Rafael Márquez (81.) | Mexiko | Aufstellung Uruguay gegen Mexiko |
| Uruguay                                                             | Spieler des Spiels: Diego Forlán (Uruguay) | | Mexiko | Aufstellung Uruguay gegen Mexiko |
| 12. Juli 2011 um 21:45 Uhr in La Plata (Estadio Ciudad de La Plata) | | |        |                                  |
| Zuschauer: 36.000                                                   | | |        |                                  |
| Schiedsrichter: Raúl Orosco ( Bolivien)                             | | |        |                                  |

## Finalrunde

### Viertelfinale

#### Kolumbien – Peru 0:2 n.V.
| Kolumbien                                                            | Kolumbien | Peru | Peru | Aufstellung                      |
| -------------------------------------------------------------------- | --- | --- | ---- | -------------------------------- |
| Kolumbien                                                            | \| 16. Juli 2011 um 16:00 Uhr in Córdoba (Estadio Mario Alberto Kempes) \| \| Zuschauer: 30.000 \| \| Schiedsrichter: Francisco Chacón ( Mexiko) \| | \| 16. Juli 2011 um 16:00 Uhr in Córdoba (Estadio Mario Alberto Kempes) \| \| Zuschauer: 30.000 \| \| Schiedsrichter: Francisco Chacón ( Mexiko) \| | Peru | Aufstellung Kolumbien gegen Peru |
| Kolumbien                                                            | Neco Martínez – Mario Yepes , Luis Perea, Juan Zúñiga, Carlos Sánchez (112. Jackson Martínez) – Pablo Armero, Abel Aguilar (104. Teófilo Gutiérrez), Fredy Guarín, Falcao – Dayro Moreno, Adrián Ramos (73. Hugo Rodallega) Cheftrainer: Hernán Darío Gómez | Raúl Fernández – Alberto Rodrígez, Walter Vílchez, Juan Manuel Vargas , Renzo Revoredo – Christian Ramos, Adán Balbín, Rinaldo Cruzado (118. Josepmir Ballón), William Chiroque (96. Yoshimar Yotún) – Paolo Guerrero, Luis Advíncula (46. Carlos Lobatón) Cheftrainer: Sergio Markarián ( Uruguay) | Peru | Aufstellung Kolumbien gegen Peru |
| Kolumbien                                                            | 0:1 Carlos Lobatón (101.) 0:2 Juan Manuel Vargas (112.) | | Peru | Aufstellung Kolumbien gegen Peru |
| Kolumbien                                                            | Carlos Sánchez (98.) | Luis Advíncula (1.), Alberto Rodrígez (65.) | Peru | Aufstellung Kolumbien gegen Peru |
| Kolumbien                                                            | Falcao verschießt in der 66. Spielminute einen Elfmeter. | | Peru | Aufstellung Kolumbien gegen Peru |
| Kolumbien                                                            | Spieler des Spiels: Juan Manuel Vargas (Peru) | | Peru | Aufstellung Kolumbien gegen Peru |
| 16. Juli 2011 um 16:00 Uhr in Córdoba (Estadio Mario Alberto Kempes) | | |      |                                  |
| Zuschauer: 30.000                                                    | | |      |                                  |
| Schiedsrichter: Francisco Chacón ( Mexiko)                           | | |      |                                  |

#### Argentinien – Uruguay 1:1 n.V. (1:1, 1:1), 4:5 i.E.
| Argentinien                                                                         | Argentinien | Uruguay | Uruguay | Aufstellung                           |
| ----------------------------------------------------------------------------------- | --- | --- | ------- | ------------------------------------- |
| Argentinien                                                                         | \| 16. Juli 2011 um 19:15 Uhr in Santa Fe (Estadio Brigadier General Estanislao López) \| \| Zuschauer: 47.000 \| \| Schiedsrichter: Carlos Amarilla ( Paraguay) \| | \| 16. Juli 2011 um 19:15 Uhr in Santa Fe (Estadio Brigadier General Estanislao López) \| \| Zuschauer: 47.000 \| \| Schiedsrichter: Carlos Amarilla ( Paraguay) \| | Uruguay | Aufstellung Argentinien gegen Uruguay |
| Argentinien                                                                         | Sergio Romero – Nicolás Burdisso, Gabriel Milito, Javier Zanetti, Pablo Zabaleta – Ángel Di María (73. Javier Pastore), Javier Mascherano , Fernando Gago (97. Lucas Biglia), Gonzalo Higuaín – Lionel Messi, Sergio Agüero (84. Carlos Tévez) Cheftrainer: Sergio Batista | Fernando Muslera – Diego Lugano , Mauricio Victorino (19. Andrés Scotti), Maxi Pereira, Martín Cáceres – Álvaro Pereira, (110. Walter Gargano), Diego Pérez, Egidio Arévalo Ríos (110. Sebastián Eguren), Álvaro González – Diego Forlán, Luis Suárez Cheftrainer: Óscar Tabárez | Uruguay | Aufstellung Argentinien gegen Uruguay |
| Argentinien                                                                         | 1:1 Gonzalo Higuaín (18.) | 0:1 Diego Pérez (6.) | Uruguay | Aufstellung Argentinien gegen Uruguay |
| Argentinien                                                                         | Elfmeterschießen | | Uruguay | Aufstellung Argentinien gegen Uruguay |
| Argentinien                                                                         | 1:0 Lionel Messi 2:1 Nicolás Burdisso Carlos Tévez 3:3 Javier Pastore 4:4 Gonzalo Higuaín | 1:1 Diego Forlán 2:2 Luis Suárez 2:3 Andrés Scotti 3:4 Walter Gargano 4:5 Martín Cáceres | Uruguay | Aufstellung Argentinien gegen Uruguay |
| Argentinien                                                                         | Pablo Zabaleta (9.), Javier Mascherano (?), Gabriel Milito (71.), Nicolás Burdisso (73.), Fernando Gago (94.), Carlo Tévez (119.) | Martín Cáceres (32.), Álvaro González (33.), Diego Pérez (?) | Uruguay | Aufstellung Argentinien gegen Uruguay |
| Argentinien                                                                         | Javier Mascherano (87.) | Diego Pérez (39.) | Uruguay | Aufstellung Argentinien gegen Uruguay |
| Argentinien                                                                         | Spieler des Spiels: Fernando Muslera (Uruguay) | | Uruguay | Aufstellung Argentinien gegen Uruguay |
| 16. Juli 2011 um 19:15 Uhr in Santa Fe (Estadio Brigadier General Estanislao López) | | |         |                                       |
| Zuschauer: 47.000                                                                   | | |         |                                       |
| Schiedsrichter: Carlos Amarilla ( Paraguay)                                         | | |         |                                       |

#### Brasilien – Paraguay 0:0 n.V., 0:2 i.E.
| Brasilien                                                           | Brasilien | Paraguay | Paraguay | Aufstellung                          |
| ------------------------------------------------------------------- | --- | --- | -------- | ------------------------------------ |
| Brasilien                                                           | \| 17. Juli 2011 um 16:00 Uhr in La Plata (Estadio Ciudad de La Plata) \| \| Zuschauer: 36.000 \| \| Schiedsrichter: Sergio Pezzotta ( Argentinien) \|                                  | \| 17. Juli 2011 um 16:00 Uhr in La Plata (Estadio Ciudad de La Plata) \| \| Zuschauer: 36.000 \| \| Schiedsrichter: Sergio Pezzotta ( Argentinien) \| | Paraguay | Aufstellung Brasilien gegen Paraguay |
| Brasilien                                                           | Júlio César – Lúcio , Thiago Silva, André Santos, Maicon – Lucas Leiva, Ramires, Ganso (100. Lucas), Robinho – Alexandre Pato (111. Elano), Neymar (80. Fred) Cheftrainer: Mano Menezes | Justo Villar – Darío Verón, Antolín Alcaraz, Paulo da Silva, Enrique Vera (63. Édgar Barreto) – Víctor Cáceres, Cristian Riveros, Aureliano Torres (71. Elvis Marecos), Marcelo Estigarribia – Nelson Valdez, Lucas Barrios (83. Hernán Pérez) Cheftrainer: Gerardo Martino ( Argentinien) | Paraguay | Aufstellung Brasilien gegen Paraguay |
| Brasilien                                                           | Elfmeterschießen | | Paraguay | Aufstellung Brasilien gegen Paraguay |
| Brasilien                                                           | Elano Thiago Silva André Santos Fred | Edgardo Barreto 0:1 Marcelo Estigarribia 0:2 Cristian Riveros | Paraguay | Aufstellung Brasilien gegen Paraguay |
| Brasilien                                                           | André Santos (57.), Maicon (60.) | Enrique Vera (21.), Edgar Barreto (65.), Elvis Marecos (72.), Marcelo Estigarribia (111.) | Paraguay | Aufstellung Brasilien gegen Paraguay |
| Brasilien                                                           | Lucas Leiva (103.) | Antolín Alcaraz (103.) | Paraguay | Aufstellung Brasilien gegen Paraguay |
| Brasilien                                                           | Spieler des Spiels: Justo Villar (Paraguay) | | Paraguay | Aufstellung Brasilien gegen Paraguay |
| 17. Juli 2011 um 16:00 Uhr in La Plata (Estadio Ciudad de La Plata) | | |          |                                      |
| Zuschauer: 36.000                                                   | | |          |                                      |
| Schiedsrichter: Sergio Pezzotta ( Argentinien)                      | | |          |                                      |

#### Chile – Venezuela 1:2 (0:1)
| Chile                                                             | Chile | Venezuela | Venezuela | Aufstellung                       |
| ----------------------------------------------------------------- | --- | --- | --------- | --------------------------------- |
| Chile                                                             | \| 17. Juli 2011 um 19:15 Uhr in San Juan (Estadio del Bicentenario) \| \| Zuschauer: 23.000 \| \| Schiedsrichter: Carlos Vera ( Ecuador) \| | \| 17. Juli 2011 um 19:15 Uhr in San Juan (Estadio del Bicentenario) \| \| Zuschauer: 23.000 \| \| Schiedsrichter: Carlos Vera ( Ecuador) \| | Venezuela | Aufstellung Chile gegen Venezuela |
| Chile                                                             | Claudio Bravo – Waldo Ponce, Mauricio Isla, Pablo Contreras, Gonzalo Jara (61. Esteban Paredes) – Carlos Carmona (46. Jorge Valdivia), Arturo Vidal, Luis Jiménez (82. Carlos Muñoz), Gary Medel – Alexis Sánchez, Humberto Suazo Cheftrainer: Claudio Borghi ( Argentinien) | Reny Vega – Oswaldo Vizcarrondo, Gabriel Cichero, Roberto Rosales, Tomás Rincón – César Eduardo González (89. Alejandro Moreno), Franklin Lucena, Juan Arango , Greddy Perozo – Miku (60. Salomón Rondón), Giancarlo Maldonado (65. Luis Seijas) Cheftrainer: César Farías | Venezuela | Aufstellung Chile gegen Venezuela |
| Chile                                                             | 1:1 Humberto Suazo (70.) | 0:1 Oswaldo Vizcarrondo (35.) 1:2 Gabriel Cichero (81.) | Venezuela | Aufstellung Chile gegen Venezuela |
| Chile                                                             | Mauricio Isla (27.), Gary Medel (?), Pablo Contreras (45.), Arturo Vidal (80.) | César Eduardo González (37.), Franklin Lucena (85.) | Venezuela | Aufstellung Chile gegen Venezuela |
| Chile                                                             | Gary Medel (83.) | | Venezuela | Aufstellung Chile gegen Venezuela |
| Chile                                                             | Tomás Rincón (90.) | | Venezuela | Aufstellung Chile gegen Venezuela |
| Chile                                                             | Spieler des Spiels: Oswaldo Vizcarrondo (Venezuela) | | Venezuela | Aufstellung Chile gegen Venezuela |
| 17. Juli 2011 um 19:15 Uhr in San Juan (Estadio del Bicentenario) | | |           |                                   |
| Zuschauer: 23.000                                                 | | |           |                                   |
| Schiedsrichter: Carlos Vera ( Ecuador)                            | | |           |                                   |

### Halbfinale

#### Peru – Uruguay 0:2 (0:0)
| Peru                                                                | Peru | Uruguay | Uruguay | Aufstellung                    |
| ------------------------------------------------------------------- | --- | --- | ------- | ------------------------------ |
| Peru                                                                | \| 20. Juli 2011 um 21:45 Uhr in La Plata (Estadio Ciudad de La Plata) \| \| Zuschauer: 25.000 \| \| Schiedsrichter: Raúl Orosco ( Bolivien) \| | \| 20. Juli 2011 um 21:45 Uhr in La Plata (Estadio Ciudad de La Plata) \| \| Zuschauer: 25.000 \| \| Schiedsrichter: Raúl Orosco ( Bolivien) \| | Uruguay | Aufstellung Peru gegen Uruguay |
| Peru                                                                | Raúl Fernández – Alberto Rodrígez, Santiago Acasiete, Walter Vílches, Juan Manuel Vargas – Adán Balbín (90. Josepmir Ballón), Rinaldo Cruzado, Giancarlo Carmona, Yoshimar Yotún (54. William Chiroque) – Paolo Guerrero, Luis Advíncula (61. Carlos Labatón) Cheftrainer: Sergio Markarián ( Uruguay) | Fernando Muslera – Diego Lugano , Sebastián Coates, Maxi Pereira, Martín Cáceres – Walter Gargano (71. Sebastián Eguren), Álvaro Pereira, Egidio Arévalo Ríos, Álvaro González – Diego Forlán, Luis Suárez (71. Abel Hernández) Cheftrainer: Óscar Tabárez | Uruguay | Aufstellung Peru gegen Uruguay |
| Peru                                                                | 0:1 Luis Suárez (53.) 0:2 Luis Suárez (58.) | | Uruguay | Aufstellung Peru gegen Uruguay |
| Peru                                                                | Yoshimar Yotún (2.), Adán Balbín (61.), Carlos Labatón (75.) | Luis Suárez (13.), Walter Gargano (27.), Diego Lugano (67.) | Uruguay | Aufstellung Peru gegen Uruguay |
| Peru                                                                | Juan Manuel Vargas (68.) | | Uruguay | Aufstellung Peru gegen Uruguay |
| Peru                                                                | Spieler des Spiels: Luis Suárez (Uruguay) | | Uruguay | Aufstellung Peru gegen Uruguay |
| 20. Juli 2011 um 21:45 Uhr in La Plata (Estadio Ciudad de La Plata) | | |         |                                |
| Zuschauer: 25.000                                                   | | |         |                                |
| Schiedsrichter: Raúl Orosco ( Bolivien)                             | | |         |                                |

#### Paraguay – Venezuela 0:0 n.V., 5:3 i.E.
| Paraguay                                                            | Paraguay | Venezuela | Venezuela | Aufstellung                          |
| ------------------------------------------------------------------- | --- | --- | --------- | ------------------------------------ |
| Paraguay                                                            | \| 21. Juli 2011 um 21:45 Uhr in Mendoza (Estadio Malvinas Argentinas) \| \| Zuschauer: 8.000 \| \| Schiedsrichter: Francisco Chacón ( Mexiko) \| | \| 21. Juli 2011 um 21:45 Uhr in Mendoza (Estadio Malvinas Argentinas) \| \| Zuschauer: 8.000 \| \| Schiedsrichter: Francisco Chacón ( Mexiko) \| | Venezuela | Aufstellung Paraguay gegen Venezuela |
| Paraguay                                                            | Justo Villar – Darío Verón, Iván Piris, Marcos Cáceras, Paulo da Silva – Édgar Barreto (71. Marcelo Estigarribia), Jonathan Santana, Cristian Riveros, Néstor Ortigoza – Nelson Valdez (74. Roque Santa Cruz, 81. Oswaldo Martínez), Lucas Barrios Cheftrainer: Gerardo Martino ( Argentinien) | Reny Vega – Oswaldo Vizcarrondo, Gabriel Cichero, Roberto Rosales, Giácomo Di Giorgi – César Eduardo González (85. Giancarlo Maldonado), Franklin Lucena, Juan Arango , Greddy Perozo (46. José Manuel Rey) – Alejandro Moreno (73. Miku), Salomón Rondón Cheftrainer: César Farías | Venezuela | Aufstellung Paraguay gegen Venezuela |
| Paraguay                                                            | Elfmeterschießen | | Venezuela | Aufstellung Paraguay gegen Venezuela |
| Paraguay                                                            | 1:0 Néstor Ortigoza 2:1 Lucas Barrios 3:2 Cristian Riveros 4:2 Oswaldo Martínez 5:3 Darío Verón | 1:1 Giancarlo Maldonado 2:2 José Manuel Rey Franklin Lucena 4:3 Miku | Venezuela | Aufstellung Paraguay gegen Venezuela |
| Paraguay                                                            | Jonathan Santana (78.), Darío Verón (108.) | Roberto Rosales (55.) | Venezuela | Aufstellung Paraguay gegen Venezuela |
| Paraguay                                                            | Jonathan Santana (103.) | | Venezuela | Aufstellung Paraguay gegen Venezuela |
| Paraguay                                                            | Gerardo Martino wird in der 96. Spielminute auf die Tribüne verbannt. | | Venezuela | Aufstellung Paraguay gegen Venezuela |
| Paraguay                                                            | Spieler des Spiels: Juan Arango (Venezuela) | | Venezuela | Aufstellung Paraguay gegen Venezuela |
| 21. Juli 2011 um 21:45 Uhr in Mendoza (Estadio Malvinas Argentinas) | | |           |                                      |
| Zuschauer: 8.000                                                    | | |           |                                      |
| Schiedsrichter: Francisco Chacón ( Mexiko)                          | | |           |                                      |

### Spiel um Platz 3

#### Peru – Venezuela 4:1 (1:0)
| Peru                                                                | Peru | Venezuela | Venezuela | Aufstellung                      |
| ------------------------------------------------------------------- | --- | --- | --------- | -------------------------------- |
| Peru                                                                | \| 23. Juli 2011 um 16:00 Uhr in La Plata (Estadio Ciudad de La Plata) \| \| Zuschauer: 20.000 \| \| Schiedsrichter: Wilmar Roldán ( Kolumbien) \| | \| 23. Juli 2011 um 16:00 Uhr in La Plata (Estadio Ciudad de La Plata) \| \| Zuschauer: 20.000 \| \| Schiedsrichter: Wilmar Roldán ( Kolumbien) \| | Venezuela | Aufstellung Peru gegen Venezuela |
| Peru                                                                | Raúl Fernández – Alberto Rodrígez, Renzo Revoredo, Aldo Corzo, Christian Ramos – Adán Balbín, Rinaldo Cruzado (80. Luis Advíncula), Carlos Labatón (61. Michael Guevara), William Chiroque – Yoshimar Yotún, Paolo Guerrero Cheftrainer: Sergio Markarián ( Uruguay) | Reny Vega – José Manuel Rey, Oswaldo Vizcarrondo, Gabriel Cichero, Roberto Rosales – Tomás Rincón, Yohandry Orozco, César Eduardo González (68. Juan Arango), Luis Seijas (46. Franklin Lucena) – Miku (62. Salomón Rondón), Giancarlo Maldonado Cheftrainer: César Farías | Venezuela | Aufstellung Peru gegen Venezuela |
| Peru                                                                | 1:0 William Chiroque (42.) 2:0 Paolo Guerrero (64.) 3:1 Paolo Guerrero (90.) 4:1 Paolo Guerrero (90.+2') | 2:1 Juan Arango (78.) | Venezuela | Aufstellung Peru gegen Venezuela |
| Peru                                                                | Rinaldo Crusado (38.), Adán Balbín (67.) | José Rey (50.), Gabriel Cichero (84.), Giancarlo Maldonado (86.) | Venezuela | Aufstellung Peru gegen Venezuela |
| Peru                                                                | Tomás Rincón (59.) | | Venezuela | Aufstellung Peru gegen Venezuela |
| Peru                                                                | Spieler des Spiels: Paolo Guerrero (Peru) | | Venezuela | Aufstellung Peru gegen Venezuela |
| 23. Juli 2011 um 16:00 Uhr in La Plata (Estadio Ciudad de La Plata) | | |           |                                  |
| Zuschauer: 20.000                                                   | | |           |                                  |
| Schiedsrichter: Wilmar Roldán ( Kolumbien)                          | | |           |                                  |

### Finale

#### Uruguay – Paraguay 3:0 (2:0)
| Uruguay                                                                                  | Uruguay | Paraguay | Paraguay | Aufstellung                        |
| ---------------------------------------------------------------------------------------- | --- | --- | -------- | ---------------------------------- |
| Uruguay                                                                                  | \| 24. Juli 2011 um 16:00 Uhr in Buenos Aires (Estadio Monumental Antonio Vespucio Liberti) \| \| Zuschauer: 57.921 \| \| Schiedsrichter: Sálvio Fagundes ( Brasilien) \|                                                                                          | \| 24. Juli 2011 um 16:00 Uhr in Buenos Aires (Estadio Monumental Antonio Vespucio Liberti) \| \| Zuschauer: 57.921 \| \| Schiedsrichter: Sálvio Fagundes ( Brasilien) \| | Paraguay | Aufstellung Uruguay gegen Paraguay |
| Uruguay                                                                                  | Fernando Muslera – Maxi Pereira, Diego Lugano , Sebastián Coates, Martín Cáceres (88. Diego Godín) – Álvaro González, Diego Pérez (69. Sebastián Eguren), Arévalo Ríos, Álvaro Pereira (63. Edinson Cavani) – Diego Forlán, Luis Suárez Cheftrainer: Óscar Tabárez | Justo Villar – Iván Piris, Paulo da Silva, Darío Verón, Elvis Marecos – Enrique Vera (64. Marcelo Estigarribia), Néstor Ortigoza, Víctor Cáceres (64. Hernán Pérez), Cristian Riveros – Nelson Valdez, Pablo Zeballos (76. Lucas Barrios) Cheftrainer: Gerardo Martino ( Argentinien) | Paraguay | Aufstellung Uruguay gegen Paraguay |
| Uruguay                                                                                  | 1:0 Luis Suárez (11.) 2:0 Diego Forlán (41.) 3:0 Diego Forlán (89.) | | Paraguay | Aufstellung Uruguay gegen Paraguay |
| Uruguay                                                                                  | Martín Cáceres (17.), Diego Pérez (24.), Maxi Pereira (29.), Sebastián Coates (85.) | Víctor Cáceres (26.), Enrique Vera (57.) | Paraguay | Aufstellung Uruguay gegen Paraguay |
| Uruguay                                                                                  | Lucas Barrios schied verletzungsbedingt in der 84. Spielminute aus. | | Paraguay | Aufstellung Uruguay gegen Paraguay |
| Uruguay                                                                                  | Spieler des Spiels: Luis Suárez (Uruguay) | | Paraguay | Aufstellung Uruguay gegen Paraguay |
| 24. Juli 2011 um 16:00 Uhr in Buenos Aires (Estadio Monumental Antonio Vespucio Liberti) | | |          |                                    |
| Zuschauer: 57.921                                                                        | | |          |                                    |
| Schiedsrichter: Sálvio Fagundes ( Brasilien)                                             | | |          |                                    |

Der Trainer von Paraguay Gerardo Martino war gesperrt und musste sich das Finalspiel von der Tribüne aus anschauen. Lucas Barrios verletzte sich acht Minuten nach seiner Einwechslung bei einem Sprint hinten am Oberschenkel und schied verletzt aus. Paraguay spielte ab da in Unterzahl, da das Auswechselkontingent erschöpft war.